# Cornellà de Llobregat
Pour les articles homonymes, voir Cornellà.
Cornellà de Llobregat est une commune espagnole de Catalogne, située dans la province de Barcelone et la comarque du Baix Llobregat.

## Géographie

### Situation
La commune est située au sud-ouest de l'aire métropolitaine de Barcelone, entre le grand méandre du Llobregat et la Collserola.

### Communes limitrophes
| Sant Joan Despí       | Esplugues de Llobregat |                           |
|                       | Cornellà de Llobregat  | L'Hospitalet de Llobregat |
| Sant Boi de Llobregat | El Prat de Llobregat   |                           |

## Politique et administration
La ville de Cornellà de Llobregat comptait 87 173 habitants aux élections municipales du 26 mai 2019. Son conseil municipal (en espagnol : Pleno del Ayuntamiento) se compose donc de 25 élus.
Depuis les premières élections municipales démocratiques de 1979, la ville a toujours été dirigée par un maire de gauche ou de centre gauche, presque exclusivement issu du Parti des socialistes de Catalogne (PSC).

### Maires
| Mandat    | Maire | Maire                                            | Parti | Majorité |
| --------- | ----- | ------------------------------------------------ | ----- | -------- |
| 1979-1983 |       | Frederic Prieto (ca)                             | PSUC  | 13 / 25  |
| 1983-1987 |       | Frederic Prieto (ca)                             | PSUC  | 11 / 25  |
| 1983-1987 |       | José Montilla (1985)                             | PSC   | 11 / 25  |
| 1987-1991 |       | José Montilla                                    | PSC   | 15 / 25  |
| 1991-1995 |       | José Montilla                                    | PSC   | 16 / 25  |
| 1995-1999 |       | José Montilla                                    | PSC   | 14 / 25  |
| 1999-2003 |       | José Montilla                                    | PSC   | 16 / 25  |
| 2003-2007 |       | José Montilla Antonio Balmón Arévalo (ca) (2004) | PSC   | 14 / 25  |
| 2007-2011 |       | Antonio Balmón Arévalo (ca)                      | PSC   | 16 / 25  |
| 2011-2015 |       | Antonio Balmón Arévalo (ca)                      | PSC   | 14 / 25  |
| 2015-2019 |       | Antonio Balmón Arévalo (ca)                      | PSC   | 11 / 25  |
| 2019-2023 |       | Antonio Balmón Arévalo (ca)                      | PSC   | 14 / 25  |
| 2023-2027 |       | Antonio Balmón Arévalo (ca)                      | PSC   | 13 / 25  |

## Population et société

### Sports
La ville accueille le nouveau stade du RCD Espanyol de Barcelone, le Stade Cornellà-El Prat (40 500 places).

## Transports
Cornellà de Llobregat est connectée au réseau du métro de Barcelone, par la ligne 5 depuis 1976, et la ligne 8 (anciennement S3) depuis 1996.

## Culture locale et patrimoine

### Lieux et monuments
- Colonnes pré-romanes (Xe siècle)
- Château

### Personnalités liées à la commune
- Jaume Vilà i Mèlich (1907-1982) : compositeur de sardanes né à Cornellà de Llobregat ;
- Jordi Évole Requena (1974-) : journaliste né à Cornellà de Llobregat ;
- Mohamed Boullouh (2005-) : joueur international marocain de futsal né à Cornellà de Llobregat ;
- Estopa : duo de rock alternatif originaire de la commune ;
- La Banda Trapera del Río : groupe de rock originaire de la commune.